# 豊浜町箕浦
豊浜町箕浦（とよはまちょうみのうら）は、香川県観音寺市の大字。郵便番号は769-1604。離島や半島を除いた四国本土部分において香川県最西端に位置する地区である。

## 地理
観音寺市の南西、愛媛県四国中央市との県境に位置し、北は瀬戸内海（燧灘）、南は讃岐山脈に挟まれた東西に長い地区である。山と海に挟まれたわずかな平地に沿って農村や漁村を主とした集落が広がっているが、四国の県庁所在地からほぼ等距離にあるという地理的特性から物流や製造を中心とした工業団地も立地している。
2010年国勢調査による人口は1201人（男578人/女623人）、世帯数は410世帯、面積は940万3888m2、人口密度は127.7人/km2。
この地区は讃岐平野の西端で讃岐山脈や四国山地がこの付近で瀬戸内海に最接近することから、JR予讃線、国道11号、高松自動車道といった香川県から愛媛県へ通じる陸上交通機関がすべてここに集中している。
大部分の市外局番は0875で単位料金区域は観音寺MAに属するが、わずかに県境の字鳥越（愛媛県四国中央市川之江町余木字上鳥越の接地部分）は隣の伊予三島MAに属す市外局番0896の区域である。この存在により、香川県内における市外局番の三桁は大部分で使用される087xに加え、ごくわずかに愛媛県で使用される089xが存在していることになっている。

### 河川
- 四方堂川
- 西原川
- 田ノ下川

### 港湾
- 箕浦漁港

## 歴史
地名の由来は、地形が箕の形に似ていたことによる。
この地域は元々豊田郡（1899年4月1日からは三野郡）蓑浦村であったが、町村制施行に伴う1890年（明治23年）2月15日に和田村と合併して和田村が発足したことにより、旧蓑浦村の区域に和田村の大字として箕浦が新設された。
1916年（大正5年）4月1日、予讃線の観音寺駅 - 川之江駅間開業に伴い、箕浦には中間駅として箕浦駅が開業した。
1955年（昭和30年）4月1日には和田村と豊浜町が合併して豊浜町が発足したことにより、同町の大字となる。2005年（平成18年）10月11日には豊浜町と観音寺市、大野原町が合併して観音寺市が発足したことにより、同市の大字として旧町名を冠した豊浜町箕浦となる。

## 小字
| - 大西 - 池ノ内 - 川西 - 西浜 - 荒神 - 山ノ下 | - 森谷 - 久保川 - 布計 - 平山 - ハタ - 四ノ松 | - 因ノ下 - ナル - 下西原 - 堀切 - 大道下 - 大道上 | - 仲堀切 - 東堀切 - 弦池 - 尾崎 - 中道西 - 西福井 | - 東福井 - 広畑 - 中道東 - 弓池 - 鶴田 - 東原 | - 下堂ノ前 - 上堂ノ前 - 中道下 - 西道下 - 鳥越 |

## 主要施設
掲載順は東から
- さぬき秀芸
- 観音寺警察署箕浦駐在所
- 関谷簡易郵便局
- 関谷海岸
- 豊浜西部集会所
- 高松自動車道豊浜サービスエリア
- JR予讃線箕浦駅
- 箕浦自治会館
- 箕浦漁港
- 堀切海岸
- 観音寺警察署箕浦検問所
- 箕浦工業団地
  - 佐川急便四国中央店
  - カミイソ産商豊浜工場
  - 大成薬品工業
  - 外林四国営業所
  - 金生商事
  - 堤製パン
  - 昭和紙工箕浦工場
  - 近藤印刷工業
  - カトーレックウエスト
  - 伊藤忠ロジスティクス箕浦第2資材センター
  - 玉造四国事業所
  - アイ・シー
  - ジャスティン観音寺事業所
- 道の駅とよはま
- 余木崎海岸
- ローソン観音寺豊浜箕浦店